# Ray Bryant
Raphael Homer Bryant, mais conhecido como Ray Bryant (Filadélfia, 24 de dezembro de 1931 - Nova Iorque, 2 de junho de 2011), foi um pianista de jazz dos EUA e já lançou álbuns pela Epic Records.